# Igreja do Espírito Santo (Maia)

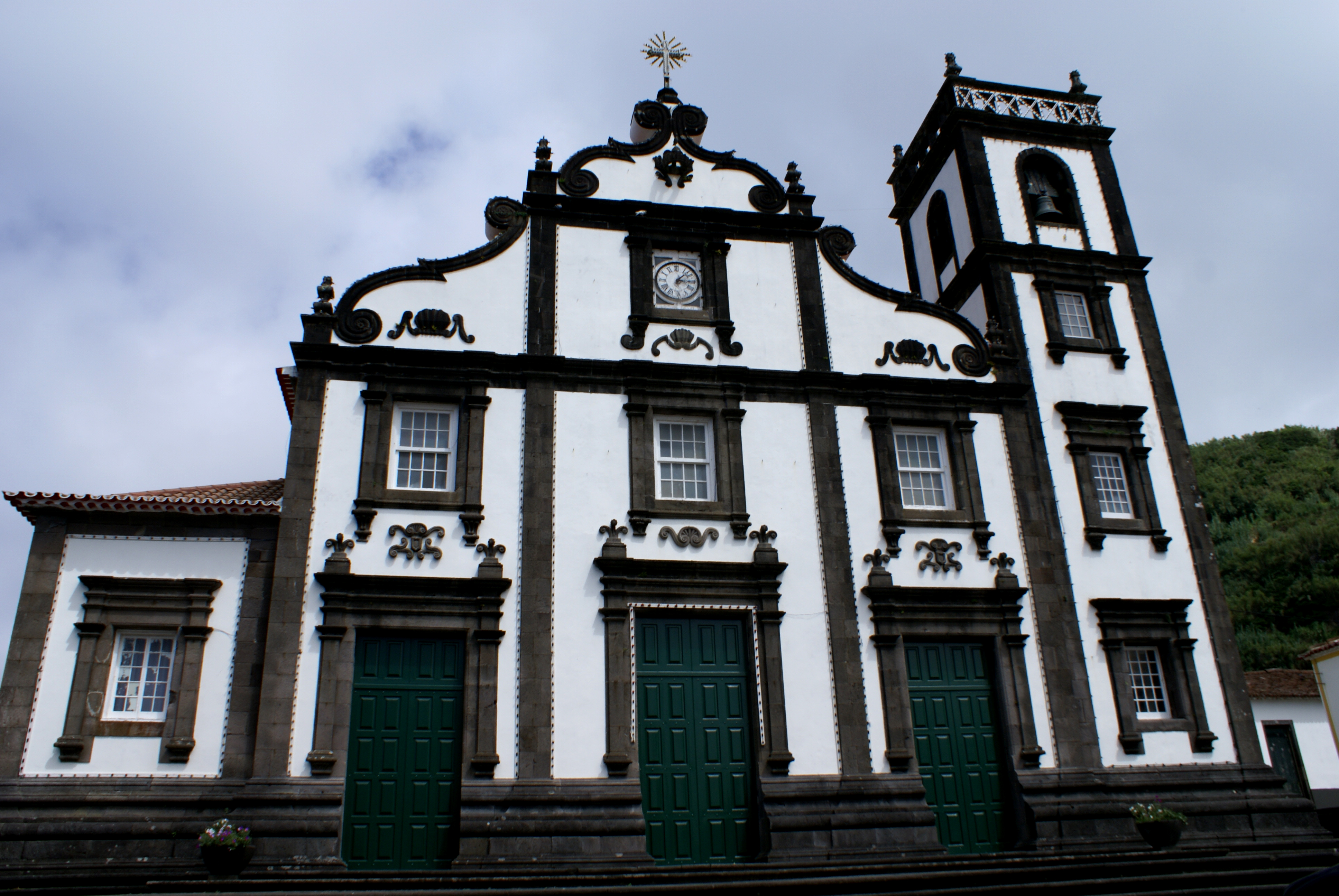
Igreja do Divino Espírito Santo.

A Igreja do Espírito Santo é uma igreja católica portuguesa localizada na freguesia rural de Maia, concelho da Ribeira Grande, na ilha açoriana de São Miguel.
Esta igreja, embora mais pequena, já existia no ano de 1522, conforme se pode ver na Saudades da Terra, de Gaspar Frutuoso. Em 1526 e 1527, era seu “raçoeiro” e tesoureiro um tal Bastião Gonçalves, como se  conclui pelo  Livro do Almoxarife João Tavares. Segundo outra verba deste mesmo livro, sabe-se que por volta  de 1537 houve obras na capela, pois nele se diz que no dia 3 de Maio daquele ano se lançou em despesa, a João Tavares, que mandou pagar ao pedreiro Fernão de Alvares, que fez a Capela da Maia, pagamento esse que foi realizado parte em trigo,
No ano de 1555, por carta régia de 18 de Maio, era feita mercê de 90 alqueires de trigo ao seu vigário, o padre Vicente Carneiro. Mais tarde, em 1566, era vigário desta  igreja o padre Afonso Senra, que renunciaria ao seu lugar e seria substituído, por  alvará  de 22 de Junho, pelo  padre Sebastião Lopes. Por carta régia de 30 de Julho de 1568 a côngrua deste seria aumentada.
Por várias fases passou este templo, nos séculos XVII e XVIII, consoante as necessidades do mesmo, e ainda devido ao aumento  populacional da freguesia. A grande  reconstrução, porém, verificou-se nos fins do século XVIII, porquanto, em 15 de Outubro de 1812, o cabido da Sé de Angra do Heroísmo dava licença ao ouvidor da Ribeira Grande a benzer, visto estarem concluídas a Capela do Santíssimo Sacramento e a capela-mor.